# Chazeauana gahniae
Chazeauana gahniae är en insektsart som beskrevs av Matile-ferrero 1988. Chazeauana gahniae ingår i släktet Chazeauana och familjen filtsköldlöss.
Artens utbredningsområde är Nya Kaledonien. Inga underarter finns listade i Catalogue of Life.